# Шеметове (Мядельський район)
Шеметове (біл. Шэметава) — село в складі Мядельського району Мінської області, Білорусь. Село підпорядковане Сирмезькій сільській раді, розташоване в північній частині області.